# 荆扬之争
荆扬之争是东晋、南朝时荊州地方當局和位於揚州建康的中央政府之間發生的衝突。
东晋、南朝時為了對抗北方的政權，在荆州一带佈置大量軍事力量，而鎮守荊州的軍事長官一旦兵多，就有挑戰中央政府的野心，甚至順著長江東下攻打首都建康。王敦、桓玄、刘义宣等人就是如此。
刘裕建立南朝宋後，為了削弱荆州方面的實力，於永初三年（422年）在荆州南部設立湘州。宋文帝元嘉二十六年（449年），又在荆州北部設立雍州。宋孝武帝时，又在荆州东部及南部設立郢州。在一系列分割下，荆州地位被雍州取代。萧齐时，雍州地位已在荆州之上。